# Tropidophis grapiuna
Tropidophis grapiuna là một loài rắn trong họ Tropidophiidae. Loài này được Curcio Sales Nunes, Suzart Argolo, Skuk & Rodrigues mô tả khoa học đầu tiên năm 2012.